# Michael Kamm (Komponist)
Michael Kamm (* 10. September 1978 in Regensburg) ist ein deutscher Filmkomponist und Musikproduzent.

## Leben
Geboren in Regensburg, zog Michael Kamm schon in jungen Jahren mit seiner Familie nach Augsburg. Dort verbrachte er den Großteil seiner Kindheit und Jugend.
Seine musikalische Ausbildung begann Kamm schon im Alter von 6 Jahren. Als Mitglied und Solist der Augsburger Domsingknaben genoss er über mehrere Jahre hinweg eine professionelle, klassische Gesangsausbildung. Zudem nahm er privaten Klavierunterricht. Mit Beginn des Stimmbruchs orientierte sich Kamm musikalisch neu. Er gründete diverse Punk- und Rock-Bands, in denen er als Sänger und Gitarrist auftrat.
Nach mehreren erfolgreichen Jahren mit seiner Indie-Rock Combo Nova International gründete Kamm 2005, zusammen mit seinem Bandkollegen, die Musik Produktionsfirma PasDeDeux. In den folgenden Jahren vertonte er zahlreiche Werbespots, unter anderem für ING-DiBa, Coca-Cola, Fanta, Panasonic, Coop und produzierte diverse Alben in verschiedenen Genres. Parallel zu seiner Selbstständigkeit studierte Kamm an der Universität Augsburg das Fach Musik.
Sein Debüt als Filmkomponist feierte er im Jahr 2010 mit dem Kinofilm Das letzte Schweigen. Nach einer erneuten erfolgreichen Zusammenarbeit mit dem Regisseur Baran bo Odar gelang Kamm der Schritt nach Hollywood. Dort arbeitet er beim Thriller Sleepless – Eine tödliche Nacht wieder mit Odar zusammen.
Michael Kamm lebt in Augsburg.

## Filmografie (Auswahl)
- 2010: Das letzte Schweigen
- 2014: Who Am I – Kein System ist sicher
- 2017: Sleepless – Eine tödliche Nacht (Sleepless)
- 2017: Whatever Happens
- 2018: Aqila
- 2019: Rate Your Date
- 2019: Kidnapping Stella
- 2019: Dem Horizont so nah
- 2021: Prey
- 2022: Friedliche Weihnachten
- 2023: Gute Freunde – Der Aufstieg des FC Bayern
- 2025: Mordlichter – Tod auf den Färöer Inseln